# 亞馬爾計劃
亞馬爾計劃又稱亞馬爾計劃大型計畫，主要用於開發俄羅斯亚马尔半岛大量的天然氣蘊藏，該項目位於亚马尔-涅涅茨自治区，並由俄罗斯天然气工业股份公司開發。

## 外部連結
- Yamal Megaproject （页面存档备份，存于） (Gazprom website)
- Bovanenkovo Field (Gazprom website)

70°29′N 68°00′E / 70.483°N 68.000°E